# Kristian Haynes
Kristian Haynes, född 20 december 1980, är en svensk före detta fotbollsspelare och numera tränare. Han spelade under sin karriär för bland andra Trelleborgs FF, Mjällby AIF och AIK. Han kunde spela såväl anfallare och kantspelare som back. Haynes var mellan oktober 2019 och 2022 huvudtränare i Trelleborgs FF.

## Karriär
Haynes moderklubb är Oxie IF. Kristian provspelade för Feyenoord när han var 15 år men tackade nej till kontrakt. När han var 18 år gick han till Malmö FF. 2013 skrev han på för Mjällby AIF, ett kontrakt som sträckte sig över tre år.
Haynes sista match för TFF blev bortamatchen mot Jönköping Södra där TFF vann och därmed gick upp till Allsvenskan. Däremot blev han kvar som assisterande tränare i laget.
Inför säsongen 2019 gjorde Haynes comeback i division 5-klubben BK Skansen. Han spelade 11 matcher och gjorde fem mål under säsongen 2019.
Den 21 oktober 2019 tog Haynes över som huvudtränare i Trelleborgs FF.